# James Papez
James Papez (1883-1958) est un neuroanatomiste américain. Il est spécialement connu pour ses travaux sur le système limbique, dont il décrivit l'organisation fonctionnelle responsable des émotions, laquelle est connue depuis sous le nom de circuit de Papez.

## Biographie
James Wenceslas Papez naît à Glencoe dans le Minnesota aux Etats-Unis le 18 août 1883, d'une famille d'origine tchécoslovaque appartenant à l'Eglise morave. Il sort diplômé en médecine de l'Université du Minnesota en 1911. Influencé par John Black Johnston, Papez se spécialise en neuroanatomie. Entre 1914 et 1920, il enseigne à l'Université d'Atlanta avant de rejoindre la faculté de médecine Cornell, dans laquelle il restera jusqu'en 1951. Il y enseigne l'anatomie, l'anthropologie et le développement humain,,.
Après avoir quitté Cornell, Papez se rend en Ohio pour occuper le poste de directeur du nouveau laboratoire de recherche biologique de l'unité d'hygiène mentale et de corrections du Columbus State Hospital, afin d'y étudier la physiopathologie des troubles neurodégénératifs. En parallèle, il dédie une partie de son temps à son autre passion, la poésie et publie en 1957 "My Girl on Broad Street".
En 1912, il épouse (Bessie) Pearl Snowden, avec qui il aura trois enfants : James Pitney, Julia et Loyd.